# Cleochareia
În mitologia greacă Cleochareia era o naiadă, nimfă a râului. S-a căsătorit cu regele Lelex al Laconiei, tatăl ei fiind zeul Eurotas. Ea este strămoașa familiei regale spartane, având doi copii: Myles și Polycaon. Myles a avut un copil numit probabil după străbunicul său, Eurotas. Acesta avuse o fiică numită Sparta,care se căsătorise cu Lacedaemon. Lacedaemon numește orașul Spartei după soția sa.